# Errol Emanuelson
Errol Rudolph Emanuelson (Paramaribo, 16 de abril de 1953) es un futbolista surinamés retirado que jugó como delantero del SV Robinhood en el Hoofdklasse y de la selección nacional de Surinam. También pasó un período de préstamo en Bélgica jugando para Sint-Niklaas.

## Trayectoria
Comenzó su carrera en Nieuw Nickerie, Surinam, en las categorías inferiores del SV Santos a los 14 años. En 1970, se mudó a Paramaribo para jugar en el equipo juvenil del SV Tuna con quienes ganó el campeonato juvenil.
En 1975, se trasladó a SV Robinhood donde jugó como delantero formando el ataque de Robinhood junto con Rinaldo Entingh y Roy George. En 1976 viajó con Robinhood a Holanda y allí avergonzó a toda la defensa de jugadores como Ruud Krol durante el partido contra el Ajax. Incluso tuvo que ser tratado con dureza para poner fin a sus vertiginosas acciones.
Ayudó a Robinhood a ganar tres títulos nacionales en 1975, 1976 y 1979, y fue el máximo goleador de la liga durante tres temporadas consecutivas en 1976, 1977 y 1978. También ayudó a Robinhood a ubicarse en las finales de la Copa de Campeones de Concacaf, donde terminarían como subcampeones dos veces, cayendo ante C.D. Águila de El Salvador en 1976 y el Club América mexicano en 1977.
El 30 de julio de 1979, la SVB le concedió permiso al Robinhood para cederlo al Sint-Niklaas belga, donde jugó una temporada.

## Selección nacional
Hizo su primera aparición con el equipo nacional de Surinam en 1971 jugando en los Juegos del Reino. En 1975, formó parte del equipo olímpico de Surinam donde jugó las rondas preliminares y no se clasificó para los juegos.
En 1978, ayudó a Surinam a ganar el Campeonato CFU organizado en Trinidad y Tobago anotando tres goles contra las Antillas Neerlandesas en la segunda ronda del torneo.

### Goles internacionales
| Gol | Fecha                    | Estadio                      | Adversario            | Puntuación | Resultado | Competición                     |
| --- | ------------------------ | ---------------------------- | --------------------- | ---------- | --------- | ------------------------------- |
| 1.  | 30 de septiembre de 1978 | Estadio Trinidad, Willemstad | Antillas Neerlandesas | 1-0        | 2-0       | Copa de Naciones de la CFU 1978 |
| 2.  | 13 de octubre de 1978    | Estadio Surinam, Paramaribo  | Antillas Neerlandesas | 1-0        | 3-0       | Copa de Naciones de la CFU 1978 |
| 3.  | 13 de octubre de 1978    | Estadio Surinam, Paramaribo  | Antillas Neerlandesas | 3-0        | 3-0       | Copa de Naciones de la CFU 1978 |

## Vida privada
Después de su carrera futbolística se mudó a Ámsterdam con su familia. Donde es padre de tres hijos, el internacional holandés Urby Emanuelson, el exfutbolista profesional Julian Emanuelson, y su hermana Sharifa Emanuelson, exjugadora de baloncesto. Ambos de sus hijos futbolistas son productos de la Academia Juvenil Ajax. Su sobrino, Roché Emanuelson, es internacional con Surinam, habiendo ganado el premio al Futbolista Surinamés del Año en el 2000.

## Palmarés

### Títulos nacionales
| Título      | Equipo    | País    | Año  |
| ----------- | --------- | ------- | ---- |
| Hoofdklasse | Robinhood | Surinam | 1975 |
| Hoofdklasse | Robinhood | Surinam | 1976 |
| Hoofdklasse | Robinhood | Surinam | 1979 |

### Títulos internacionales
| Título                     | Equipo  | Sede              | Año  |
| -------------------------- | ------- | ----------------- | ---- |
| Copa de Naciones de la CFU | Surinam | Trinidad y Tobago | 1978 |

### Distinciones individuales
| Distinción                      | Año  |
| ------------------------------- | ---- |
| Máximo goleador del Hoofdklasse | 1976 |
| Máximo goleador del Hoofdklasse | 1977 |
| Máximo goleador del Hoofdklasse | 1978 |